# Lillian Palmer
Lillian Emily Palmer, später Alderson, (* 23. Juni 1913 in Vancouver, British Columbia; † März 2001 ebenda) war eine kanadische Leichtathletin.
Bei den Olympischen Spielen 1932 in Los Angeles gewann die Sprinterin die Silbermedaille in der 4-mal-100-Meter-Staffel zusammen mit ihren Teamkolleginnen Mary Frizzell, Mildred Fizzell und Hilda Strike hinter dem Team aus den Vereinigten Staaten und vor dem Team aus dem Vereinigten Königreich.